# Lorelaj
Lorelaj (tudi Lorelei, Loreleï, Lore Lay, Lore-Ley, Lurley, Lurelei, Lurlei) je skalna gmota iz skrilavca, ki je na Unescovem seznamu svetovne dediščine, v Zgornji srednji dolini Rena v Sankt Goarshausnu, Porenje - Pfalška, na vzhodnem, desnem bregu reke Ren (v 555. kilometru). Visoka je 132 m (na nadmorski višini 193,14). Pogled od zgoraj na rečni okljuk in hiše v Sankt Goarshausnu z gradom Katz je izredno privlačen za turiste. Nekaj sto metrov od razgledne točke je bilo leta 1939 zgrajeno letno gledališče Lorelaj, v katerem so redno pomembni dogodki.
Clemens Brentano je Lorelaj omenil v romanu Godwi (1801), v  baladi je umetniško ime Lore Lay tudi ime čarovnice ali sirene na tej skali. Brentanova Lore Lay s svojo lepoto privlači vsakega človeka in ga zvabi v smrt. Heinrich Heine v pesmi Lorelaj opisuje nesrečnega renskega čolnarja, ki ga je omamilo Lorelajino petje.

## Lega in okolica
Skalna pečina Lorelaj je v okrožju Rhein-Lahn na območju povezanih občin Lorelaj. Lorelaj je v središču naravnega ekosistema doline St. Goar kot del biogeografske glavne enote Zgornja srednja dolina Rena. 
300 metrov široka reka se skozi skalno oviro tik nad Lorelaj zoži na 145 metrov. Pri širini 160 metrov je globoka do 25 metrov. Tu je Ren na plovnem odseku najožji in najgloblji. Ren vijuga v ozkih ovinkih prek skalnega masiva. Zaradi teh zelo ostrih ovinkov in močnih tokov je plovba po Renu urejena s svetlobnimi signalnimi točkami. Nekaj skal pri Lorelaj so leta 1930 razstrelili, tako da je prehod izgubil velik del svoje nekdanje nevarnosti. Kljub temu so v 1980-ih na delu od St. Goarja do Bingna ob Renu namestili krmarje.
Železniška proga na desnem bregu Rena je speljana skozi predor. Leva železniška proga mora zaradi ostrih zavojev trikrat v predor.

## Ime
Izvor imena Loreley ni povsem jasen. Nesporna je povezava z zgodnjim keltskim Ley, v regiji pogosto ime za skrilavec.  Prvi del bi lahko izviral iz srednjevisokonemške besede luren (lauern – prežati) in s tem ime lauernder Fels – prežeči kamen. Mogoče bi lahko bila tudi izpeljanka srednjevisokonemške besede lorren ali lurren za "heulen" – tuliti, "schreien" – kričati. Tako bi bila skala kričeča skala. To lahko pripišemo temu, da je bilo življenje mnogih čolnarjev zaradi nevarnih grebenov, skal in plitvin ogroženo, mnogo jih je tu umrlo. 
Drug možen izvor besede lore je rensko luren – brenčati. To bi bil šum vode. Izvor srednjevisokonemškega lur za vilo je tudi mogoč. V tem primeru je bila to vilinska skala. Sprva so škrate, ki naj bi živeli v skali, krivili za močan odmev. Hrup na nasprotni strani skalne pečine Lorelaj naj bi povzročal slap, odmeva pa tudi hrup, ki ga povzroča voda, ko teče čez plitvine in čeri. Na začetku so iskali pojasnila v škratjih jamah. Pred 19. stoletjem pa je obstajalo tudi moško ime Lurlei, Lorley ali Lurleberch (veliko je še drugih zapisov).

## Zgodovina
V srednjem veku je bil Lorelaj znan kraj, deloma zaradi opazne skale kot mejnika, deloma zaradi nevarnega mesta za ladijski promet. Tu je bila v Renu peščena obala (zelena površina), na levi strani pa prečne skalne rebri v reki (Gewerre), medtem ko je bil tok na drugi strani umirjen. Različna hitrost vode je povzročala močno vrtinčenje, kar je bilo nevarno za plovbo. Večino skalnih grebenov so odstranili že v preteklosti, pa vendar so poveljniki opozarjali svoje mornarje, naj pred prihodom v Lorelaj s tremi zvončki pozvonijo k molitvi. Iz tega razloga je bilo tu ustanovljeno naselje sveti Goar za reševanje brodolomcev in vzdrževanje reke. Že od leta 1395 so na Katzenelnbognu številni vinogradi.
Od leta 2000 je za obiskovalce urejen center z muzejem, kjer lahko dobijo informacije o lokaciji, kulturi, gospodarstvu in naravi tega območja. Na planoti je bilo leta 2013 urejeno poletno sankališče. Pred gradnjo železnice je bilo mnogo razprav med politiki, državljani in okoljevarstveniki. UNESCO je medtem to sprejel.

## Izviren ljudski in sodoben mit
Skala in šumenje ustvarjata navdih za različne zgodbe. Stara legenda govori o škratih, ki živijo v jamah v pečini.
Leta 1801 je nemški avtor Clemens Brentano napisal balado Zu Bacharach am Rheine, ki je bila del fragmentarnega nadaljevanja romana Godwi oder Das Steinerne Bild der Mutter. Najprej je povedal zgodbo o očarljivi ženski, povezani s pečino. V pesmi Lepa Lore Lay je opeval njeno lepoto in jo obtožil, da začara moške in povzroča njihovo smrt. Namesto da bi jo obsodili na smrt, jo je škof poslal v samostan. Na poti tja je skupaj s tremi vitezi prišla do skale Lorelaj. Prosila jih je, naj ji dovolijo vzpon na skalo, da bo še enkrat pogledala Ren. Zdelo se ji je, da vidi svojo ljubezen v Renu in se je vrgla v smrt; skala še vedno hrani odmev njenega imena. Brentano je našel navdih pri Ovidu in mitu o Eho.
Leta 1824 je Heinrich Heine prilagodil Brentanovo balado v eni svojih najbolj znanih pesmi Die Lorelei (Lorelaj). Opisuje istoimensko žensko kot neke vrste sireno, ki je sedela na pečini nad reko Ren in si česala zlate lase, nehote motila mornarje s svojo lepoto in pesmijo ter povzročala nesreče na skalah. Leta 1837 je besedilo uglasbil Friedrich Silcher  in tako je postala znana v nemško govorečih deželah. Uglasbil jo je tudi Franz Liszt. 
Značaj Lorelaj, čeprav si ga je prvi zamislil Brentano, je prešel v nemško popularno kulturo v obliki, opisani v Heine-Silcherjevi skladbi in pogosto, vendar zmotno verjamejo, da izvira iz stare ljudske pravljice. Tudi francoski pisatelj Guillaume Apollinaire je napisal pesem o Lorelaj (La Loreley) in je v zbirki Alcools. Pozneje je  omenjena v simfoniji št. 14 (3. stavek) Dmitrija Šostakoviča. 